# مالمو
مالمو أو مَلمو هي ثالث أكبر المدن في السويد بعد ستوكهولم وجوتنبرغ، وتأتي في المرتبة السادسة بين مدن المنطقة الإسكندنافية. تقع المدينة على مضيق أوريوند في الساحل الجنوبي الغربي للسويد، وتعد أكبر مدينة في إقليم سكانيا، حيث يبلغ عدد سكانها حوالي 365,644 نسمة عام 2024، وهي مركز المحافظة الإدارية لإقليم سكانيا. حصلت مالمو على حقوق المدينة عام 1353، ويقطن منطقة العاصمة مالمو اليوم أكثر من 700,000 نسمة.
تضم مالمو الرابط الثابت الوحيد للسويد مع أوروبا القارية، وهو جسر أوريوند الذي اكتمل بناؤه عام 2000، ويربط بين السويد والدنمارك لنقل السيارات والقطارات. تضم منطقة أوريوند، التي تشمل مالمو وكوبنهاغن، نحو أربعة ملايين نسمة.
تُعد مالمو من أقدم المدن الصناعية في إسكندنافيا، وولدت فيها عدة شركات صناعية كبرى مثل كوكمز وسكانسكا وسكانيا.. شهدت المدينة تحوّلًا كبيرًا في القرن الحادي والعشرين، حيث أصبحت موطنًا للعديد من الشركات الصغيرة والمتوسطة في مجالات التكنولوجيا الحيوية، والخدمات اللوجستية، وتقنية المعلومات، والبناء والعقارات. كما تحتضن جامعة مالمو ومؤسسات تعليمية عليا أخرى.
تتميز مالمو بالعديد من المباني والحدائق التاريخية، وهي مركز تجاري مهم للجزء الغربي من إقليم سكانيا. كما تضم نادي مالمو لكرة القدم، وهو النادي السويدي الأكثر تتويجًا بالبطولات الوطنية، والوحيد في المنطقة الإسكندنافية الذي وصل إلى نهائي دوري أبطال أوروبا.
شهدت مالمو أسرع معدل نمو سكاني في السويد عام 2020، حيث زاد عدد سكانها بنحو 3,800 نسمة في عام 2021. ويشكل أصحاب الخلفيات الأجنبية نحو نصف سكان المدينة حتى عام 2024، مع توقعات بوصول عدد السكان إلى 500,000 نسمة بحلول عام 2050.
يتميز مناخ مالمو بالاعتدال مقارنة بموقعها الجغرافي، حيث تبقى درجات الحرارة في الشتاء عادة فوق الصفر، ويكون تساقط الثلوج لفترات طويلة نادرًا.

## تاريخ
يعتقد ان أصل نشوء مدينة مالمو كان في عام 1275، عندما كانت رصيف ميناء محصن ومرسى لعبارات رؤساء اللاساقفة من لوند، على نحو 20 كيلومترا إلى الشمال الشرقي. وكانت لعدة قرون ثاني أكبر مدينة في الدنمارك وكان اسمها الاصلي مالمهوغ والذي يعني (كومة حصى)

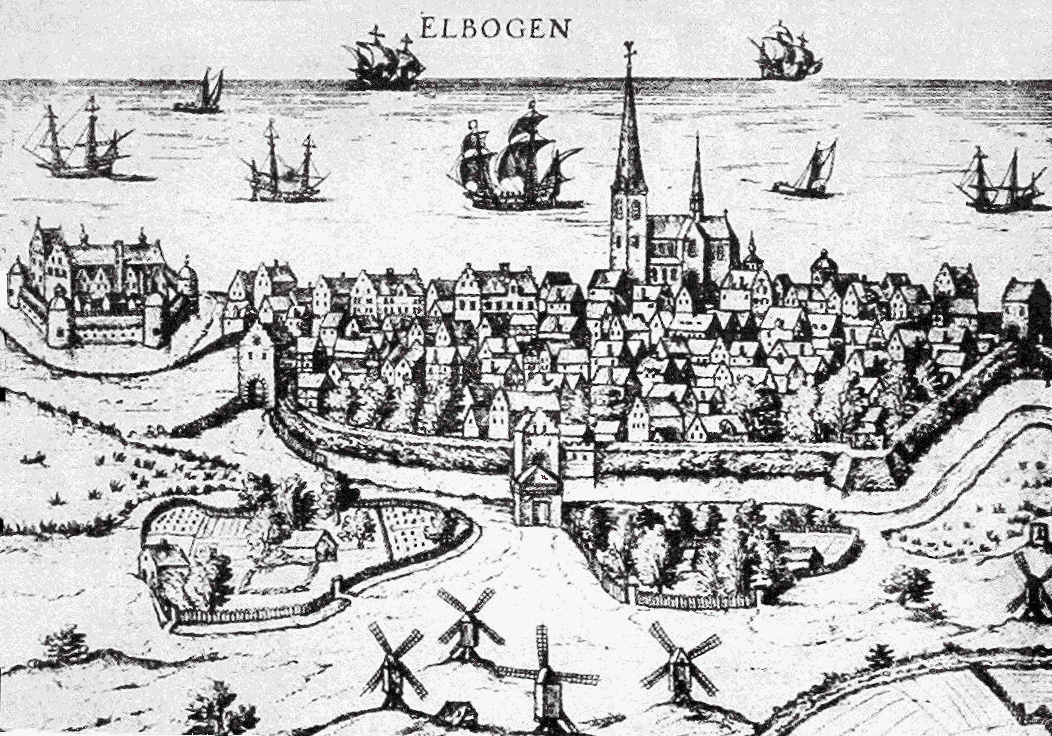
مالمو في 1580 في كتاب خريطة الألمانية

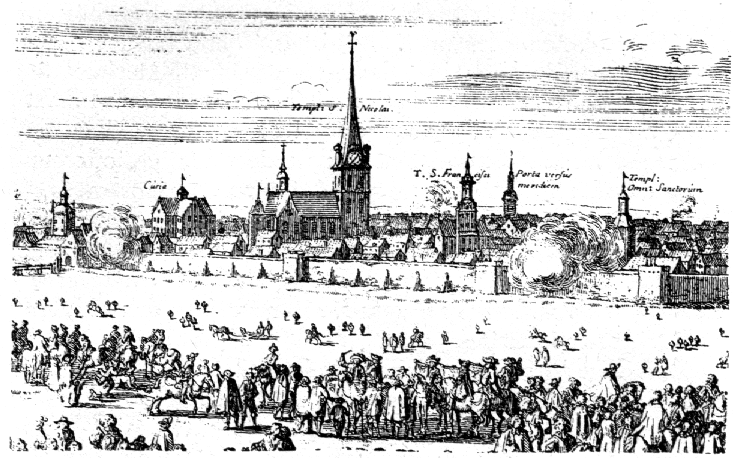
رسم تمثيلي لمالمو من قبل اريك داهلبيرغ عام 1658.

في القرن الخامس عشر، أصبحت مالمو واحدة من أكبر وأهم المدن التي يرتادها السكان في الدنمارك، وبلغ عدد سكانها حوالي 5,000 نسمة. وأصبحت من أهم المدن في أنحاء أوريسند وضمن الرابطة الهانزية، وبدا التهافت عليها كونها سوق مناسب لازدهار صيد سمك الرنجة.وخلال ذلك الوقت منح الأسلحة للمدينة في عام 1437 الملك اريك من بوميرانيا.
وكانت هذه الأسلحة خاصة بالملك اريك من بوميرانيا: (فتخاء فضية مع اللون الأحمر) واعطى الملك راس الفتخاء لمالمو، في النهاية إلى مقاطعة سكانيا كلها.في عام 1434، شيدت قلعة جديدة على الشاطئ جنوبي المدينة. هذه القلعة المعروفة اليوم بمالموهس، لم تحصل على شكلها الحالي حتى منتصف القرن السادس عشر. ثم شيدت العديد من التحصينات، مما جعل من مالمو أكثر المدن المحصنة في السويد، ولكن مالموهس الوحيدة القائمة حتى اليوم. انتشر تعليم اللوثرية خلال القرن السادس عشر، ومالمو، كانت من أوائل المدن في الدول الإسكندنافية التي تحولت بالكامل للكنسية اللوثرية خلال عامي (1527و1529).
في القرن السابع عشر، استحوذ على مالمو ومنطقة سكانيلاند من قبل السويد.حدث ذلك بعد معاهدة روسكيلدة الموقعة في 1658. وكان القتال لم ينته بعد حتى بعد توقيع المعاهدة حيث حاصرت القوات الدنماركية مدينة مالمو لمدة شهر في يونيو 1677 لكنها لم تتمكن من الانتصار على القوات السويدية المدافعة عن المدينة. في مطلع القرن الثامن عشر، كان عدد سكان مالمو حوالي 2,300 نسمة. ومع ذلك، وبسبب حروب شارل الثاني عشر من السويد وأوبئة الطاعون، انخفض عدد السكان بحلول عام 1728 إلى 1,500 نسمة. ولم يزداد عدد السكان حتى تعمير المرفا الحديث اواخر القرن الثامن عشر. وبدات المدينة في التوسع، وفي عام 1800 وصل عدد السكان إلى 38.054 نسمة.
استفادت مالمو كثيرا من خطوط السكك الحديدية جنوبي السويد، التي شيدت بين عامي 1850-1870، حيث أنها أعطت دفعة قوية للصناعة. في عام 1840، تاسست كوكمز لبناء السفن. هذه الصناعة التي هيمنت عليها مالمو لمدة 150 عاما بعد ذلك في عام 1870، تجاوز عدد سكان مالمو على عدد سكان نورشوبينغ لتصبح ثالث أكبر مدن السويد اكتضاضا بالسكان. وبحلول عام 1900، أصبح عدد سكانها 60,000 نسمة.

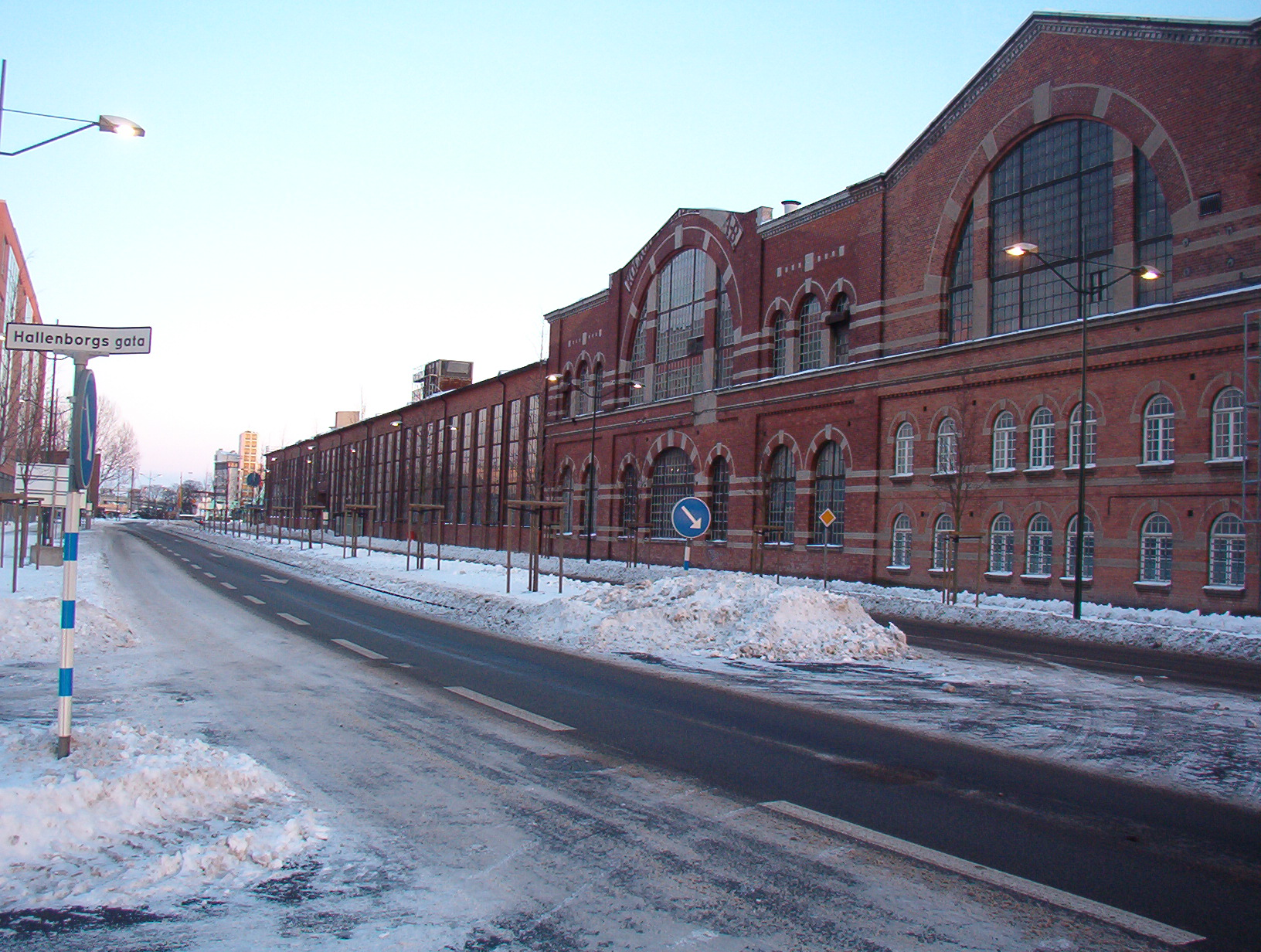
كوكمز المغلقة

استمرت مالمو في التوسع خلال النصف الأول من القرن العشرين. وتزايد عدد السكان بسرعة ليصل إلى 100,000 بحلول عام 1915 وإلى 200,000 بحلول عام 1952. وكان كوكمز لبناء السفن أكبر موظِف عمل في مالمو، واحد من أكبر أحواض بناء السفن في العالم. بحلول عام 1971، وصل عدد سكان مالمو إلى 265,000 نسمة، وكانت هذه ذروة عدد سكان تصل إليها المدينة لأكثر من 30 عاما.
بعد فترة ليست بالطويلة، شهدت السويد، حالة الكساد التي ضربت بقوة وخاصة على القطاع الصناعي حيث كانت صناعة السفن والصناعات التحويلية الأكثر تضررا، والتي أدت إلى ارتفاع معدلات البطالة في كثير من مدن سكانيا واغلقت كوكمز في منتصف الثمانينات، ادت إلى خسارة أكبر موظِف أعمال في المدينة، فضلا تغير صورة مالمو في حد ذاته (منطقة حوض السفن القديمة تستخدمها حاليا هوغسكولا.
وبالإضافة إلى ذلك، انتقلت العديد من عائلات الطبقة المتوسطة إلى بيوت يحوي كل منها عائلة واحدة في البلديات المحليطة بالمدينة كبلدية فيلينغ وبلدية لوما وبلدية ستافانستروب معتبرين انفسهم طبقة ما فوق المتوسطة في الضواحي.(«ولمواجهة هذا الوضع، تعهدت مالمو في نهاية التسعينيات بتنفيذ برنامج لإعادة تطوير جهات جذابة من شاطئ ولكن حتى الآن فان الجزء الجنوبي الغربي للميناء مهجور؛ وشوهد معرض الاعمار (Bo01) في عام 2001 حيث انشات العمارات السكنية والفيلات التي أصبحت نواة منطقة المدينة الجديدة، والتي تسكنها الطبقة المتوسطة ولها آفاق واجهات بحرية جذابة.»)
بحلول عام 1985، خسرت مالمو 35,000 نسمة، وأصبح عدد سكانها 229,000. ومع ذلك، لم تكن هذه ذروة الصعوبات حيث فقدت مالمو بين عامي 1990 و 1995 حوالي 27000 وظيفة مما أدى إلى توتر خطير في الاقتصاد.
ومع ذلك، وبفضل العديد من المشاريع التي تمولها الحكومة، بدأت تظهر مالمو بصورتها الحديثة الحالية بحلول عام 1995. مالمو لديها أعلى نسبة مهاجرين غير إسكندنافيين من أي مدينة السويدية.

## الجغرافيا

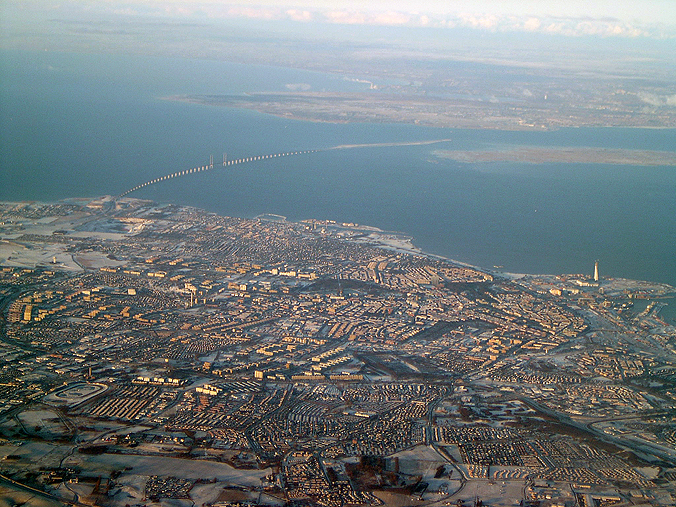
مالمو ومضيق أوريسند.

تقع مالمو على خط طول 13 شرقا وعلى خط عرض 55.35 شمالا في أقصى جنوب السويد.
مالمو جزء من منطقة أوريسند ومنذ عام 2000 يصل جسر أوريسند مالمو الكبرى بكوبنهاغن في الدنمارك.
افتتح الجسر في 1 يوليو 2000، بطول 8 كم اما الوصلة بين البلدين كاملة تبلغ 16 كيلومترا، تحمله ابراج طولها 204.5 متر عموديا.
ويصل البلدين أيضا في الشمال عبارات بين هيلسينجبورج في السويد وهلسنغور في الدنمارك ومعظم العبارات قد توقفت حاليا.

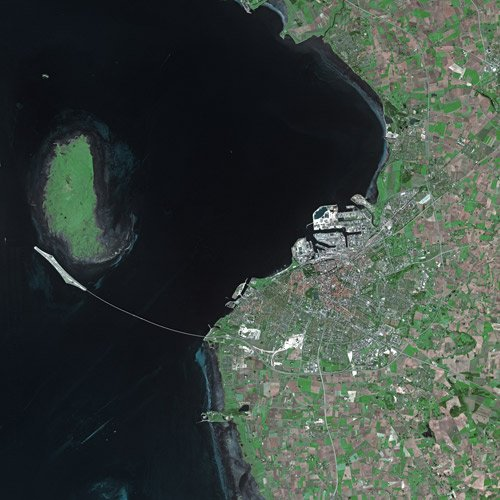
صورة لمالمو من قمر صناعي

## المناخ
مالمو، وبقية جنوب السويد لها مناخ محيطي.
على الرغم من موقعها في الشمال، المناخ معتدل نسبيا بالمقارنة مع مواقع أخرى مماثلة في خطوط العرض، وذلك بسبب تيار الخليج.
وكبقية المواقع في خط العرض هذا شمالا، يمتد النهار إلى 17 ساعة في منتصف الصيف، ونحو 7 ساعات في منتصف الشتاء.
الصيف الحار وممتع مع متوسط درجات حرارة بين 22 درجة مئوية (72 فهرنهايت) وأدنى مستوياته في ما يقرب 14 درجة مئوية (57 فهرنهايت)، ولكن في بعض الأحيان تتجاوز درجات الحرارة 35 درجة مئوية (95 فهرنهايت) مع موجات الحرارة خلال فصل الصيف.
الشتاء بارد، مع درجات حرارة ثابتة بين -1 و 3 درجة مئوية (30 - 37 فهرنهايت)، ونادرا ما تنخفض دون -10 درجة مئوية (14 فهرنهايت).
هطول الأمطار خفيف إلى معتدل على مدار العام مع أيام ماطرة تبلغ 169 يوما.ويحدث تساقط الثلوج خاصة في كانون الأول / ديسمبر حتى آذار / مارس، ولكن الثلج لا يبقى لفترة طويلة، وبعض فصول الشتاء يكون أحيانا خالية من الثلوج.
| معدلات حالة الطقس في مالمو وبقية جنوب السويد | معدلات حالة الطقس في مالمو وبقية جنوب السويد | معدلات حالة الطقس في مالمو وبقية جنوب السويد | معدلات حالة الطقس في مالمو وبقية جنوب السويد | معدلات حالة الطقس في مالمو وبقية جنوب السويد | معدلات حالة الطقس في مالمو وبقية جنوب السويد | معدلات حالة الطقس في مالمو وبقية جنوب السويد | معدلات حالة الطقس في مالمو وبقية جنوب السويد | معدلات حالة الطقس في مالمو وبقية جنوب السويد | معدلات حالة الطقس في مالمو وبقية جنوب السويد | معدلات حالة الطقس في مالمو وبقية جنوب السويد | معدلات حالة الطقس في مالمو وبقية جنوب السويد | معدلات حالة الطقس في مالمو وبقية جنوب السويد | معدلات حالة الطقس في مالمو وبقية جنوب السويد |
| شهر                                          | يناير                                        | فبراير                                       | مارس                                         | أبريل                                        | مايو                                         | يونيو                                        | يوليو                                        | أغسطس                                        | سبتمبر                                       | أكتوبر                                       | نوفمبر                                       | ديسمبر                                       | سنة                                          |
| -------------------------------------------- | -------------------------------------------- | -------------------------------------------- | -------------------------------------------- | -------------------------------------------- | -------------------------------------------- | -------------------------------------------- | -------------------------------------------- | -------------------------------------------- | -------------------------------------------- | -------------------------------------------- | -------------------------------------------- | -------------------------------------------- | -------------------------------------------- |
| معدل درجات الحرارة العليا                    | °3                                           | °3                                           | °6                                           | °12                                          | °17                                          | °19                                          | °22                                          | °22                                          | °18                                          | °12                                          | °8                                           | °4                                           | °12.2                                        |
| معدل درجات الحرارة الدنيا                    | °-1                                          | °-1                                          | °0                                           | °3                                           | °8                                           | °11                                          | °13                                          | °14                                          | °10                                          | °6                                           | °4                                           | °1                                           | °5.7                                         |
| معدل سقوط الأمطار                            | 54 مم                                        | 48 مم                                        | 37 مم                                        | 34 مم                                        | 41 مم                                        | 58 مم                                        | 62 مم                                        | 50 مم                                        | 45 مم                                        | 60 مم                                        | 51 مم                                        | 61 مم                                        | 601 مم                                       |
| مصدر World Weather Information Service       |                                              |                                              |                                              |                                              |                                              |                                              |                                              |                                              |                                              |                                              |                                              |                                              |                                              |

## النقل
يقطع قطار أوريسند جسر أوريسند كل 20 دقيقة ليصل مالمو بكوبنهاغن ومطار كوبنهاغن.
أيضا بعض من قطارات X2000 وقطارات بين مدن ستكهولم وغوتنبرغ وكالمار تعبر الجسر وصولا إلى مطار كوبنهاغن.
في آذار / مارس 2005، بدأ حفر خط سكك حديدية جديد يسمى نفق المدينة. النفق يمتد من محطة مالمو السفلى المركزية في تريانغلن هيلي ميدو، حيث سينبثق ليتصل جسر أوريسند ليغير محطة مالمو من كونها محطة قطار إلى محطة ترانزيت.
بالإضافة إلى مطار كوبنهاغن، مالمو لديها مطارها الخاص (مطار مالمو)، واستخدامه الرئيس اليوم هو للحاملات منخفضة التكاليف، والرحلات الرخيصة والوجهات داخل السويد. كان سابقًا يخدم المدينة مطار بولتوفتا وذلك حتى عام 1972.
نظام الطريق السريع يعمل على جسر أوريسند والطريق الأوروبي E20 يسير فوق الجسر من كوبنهاغن وبعد ذلك يندمج جنبا إلى جنب مع الطريق الأوروبي E6 داخل السويد باتجاه الساحل الغربي للسويد من مالمو ثم إلى هيلسينجبورج ثم إلى غوتنبرغ.
الطريق الأوروبي E6 يمر بجميع المناطق التي بين مالمو وغوتنبرغ وثم يتابع طريقه في بعض المناطق داخل النرويج مارا بأوسلو.
الطريق الأوروبي E4 ينبثق عن الطريق الأوروبي E6 في هيلسينجبورج ويصل إلى مناطق السويد الداخلية وصولا إلى ستوكهولم ثم يتابع طريقه إلى شمال السويد ويدخل إلى فنلندا ويصبح اسمه الطريق الأوروبي E75.

### دراجات
طول الطريق الاجمالي المخصص للدراجات يبلغ 410 كم.

## البلدية

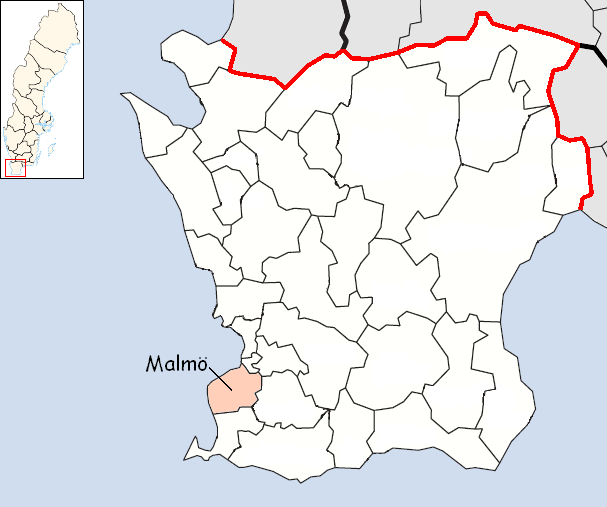
موقع البلدية في سكانيا، جنوب السويد وتظهر البلدية مظللة باللون البرتقالي الفاتح.

بلدية مالمو هي وحدة إدارية محددة بحدود جغرافية، وتتألف من مدينة مالمو والمناطق المحيطة بها مباشرة.
عدد سكان المناطق الحضرية في البلدية 258.020 نسمة (حسب إحصاءات 2005)، ويتكون من المناطق الحضرية بالمدينة مع بلدات صغيرة مثل ارلوف وبورلوف.
وتشمل البلدية أيضا كلا من البلديات الصغيرة في المناطق الحضرية والمناطق الريفية، مثل ضواحي اوكسي وأوكارب.
ويجب التفرقة بين بلدية مالمو Malmö tätort) (وبين مدينة مالمو (Malmö stad) رغم أن هذا المصطلح يبدو غير بديهي للكثير من السكان المحليين.

## السكان
بعد عام 1971، كان عدد سكان مالمو 265,000 نسمة، ثم انخفضت إلى 000 229 بحلول عام 1985. ثم بدأ في الارتفاع مرة أخرى، وتجاوزت الرقم القياسي السابق حسب الإحصاء الرسمي في 1 يناير 2003، وكان 265481 نسمة..ووفقا للتوقعات فان عدد الكان سيستمر بالزيادة إلى ما يقدر بـ 301.600 نسمة بحلول عام 2013.
وفي عام 2007 كان فيها 75.156 نسمة، أو 27 ٪ من سكان البلدية هم مهاجرين ولدوا خارج الدولة.
أكبر مجموعة من المهاجرين وصلوا من:
1. الدنمارك (+8857)
2. يوغوسلافيا السابقة (+8658)
3. العراق (+7975)
4. البوسنة والهرسك (5٬725)
5. لبنان (3,392)
6. إيران (+3041)
7. بولندا (2 965)
8. المجر (1856)
9. ألمانيا (1٬822)
10. فنلندا (1,694)
11. أفغانستان (1٬673)
12. رومانيا (1,640)
13. تركيا (1,589)
14. شيلي (1,329)
15. فيتنام (1,167)
16. الصومال (1,037)
17. جمهورية مقدونيا اليوغوسلافية السابقة (947)
18. النرويج (906)
19. باكستان (806)
20. كرواتيا (754)

اعتبارا من عام 2005، كانت مالمو تحوي ثالث أعلى نسبة من المهاجرين من أي بلدية في السويد. وفي عام 2007 احتوت مالمو على مهاجرين من 171 جنسية مختلفة.

## الجريمة
مالمو أكثر مدن السويد تعرضا للجرائم حيث سجل 59000 جريمة في عام 2007.
ولكن تبقى ستوكهولم في مقدمة الترتيب من حيث الجرائم المتعلقة بالعصابات وحوادث إطلاق النار. ففي عام 2022، سجلت العاصمة 128 حادثة إطلاق نار، أسفرت عن مقتل 29 شخصًا وإصابة 31 آخرين، مما يجعلها المدينة الأكثر تضررًا من هذا النوع من العنف في السويد .
ومع ذلك، تُظهر البيانات أن مالمو تسجل معدلًا أعلى من الجرائم عمومًا، بما في ذلك الجرائم غير العنيفة، مما يجعلها تتصدر من حيث إجمالي معدلات الجريمة.

## الاقتصاد
كان اقتصاد مالمو في القدم يقوم على بناء السفن (كوكمز) والصناعات ذات الصلة بالاعمار.
الجامعة الرائدة في المنطقة هي جامعة لوند على بعد 16 كم إلى الشمال الشرقي للمدينة وترتبط الجامعة بالتكنولوجيا المتطورة والصناعات الدوائية.
ونتيجة للحالة الاقتصادية المضطربة في مالمو بعد منتصف السبعينيات فقدت 27000 وظيفة ما بين عامي 1990 و 1995 وكان العجز في الميزانية أكثر من مليار كرونة سويدية.
في عام 1995، كان أعلى معدل للبطالة في السويد موجود في مدينة مالمو، ولكن خلال السنوات القليلة الماضية كان بها نهضة اقتصادية في المنطقة.
العامل الرئيسي المساهم في التكامل الاقتصادي في المنطقة مع الدنمارك كان جسر أوريسند. تقريبا 10 ٪ من سكان مالمو يعملون في كوبنهاغن، الدنمارك. كما جامعة مالمو التي تأسست في عام 1998 وآثار الاندماج في الاتحاد الأوروبي قد أسهمت أيضا في التكامل الاقتصادي.
في عام 2004، كان معدل العاملين بأجور 63 ٪، في حين ان المعدل كان 74 ٪ في ستوكهولم و 71 ٪ في جوتبورج. ]
اعتبارا من عام 2005، أكبر شركات هي:
- شركة سكانسكا – شركة بناء: لديها 3,025 موظف
- آي اس اس – خدمات مستشفيات وتنظيف، الخ: 1.725 موظفا
- إي أون السويد - كهرباء: 1.025 موظفا
- صحيفة سيدسفينسكا: 1.025 موظفا
- بوغين - مخبز: 975 موظفا

## التعليم

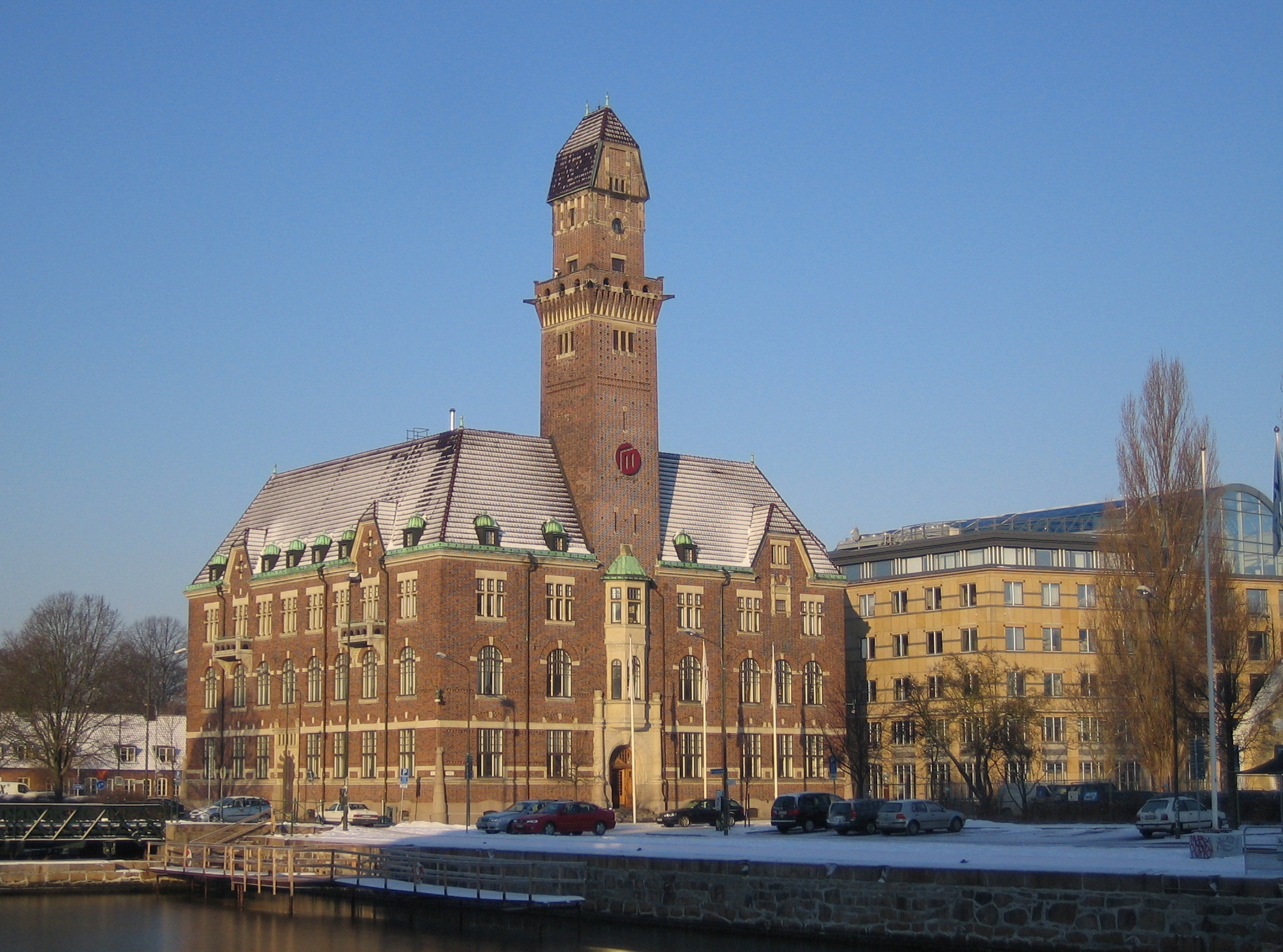
جامعة مالمو

فيها حاليا 14 مدرسة ثانوية و 65 مدرسة ابتدائية.
ثامن أكبر مركز للتعليم العالي هو جامعة مالمو أنشئت في عام 1998. فيها 1,300 موظف و 21,000 طالب (في عام 2003).
وبالإضافة إلى ذلك، جامعة لوند (التي أنشئت في 1668) لديها بعض المراكز في مالمو:
- أكاديمية مالمو للفنون
- أكاديمية مالمو للموسيقى
- أكاديمية مالمو للمسارح
- كلية الطب، التي تقع في كل من مالمو ولوند.

الجامعة البحرية العالمية التابعة لاأمم المتحدة أيضا تقع في مالمو. وتعمل تحت رعاية المنظمة البحرية الدولية وهي وكالة متخصصة تابعة للأمم المتحدة. تتمتع بمركز وامتيازات وحصانات الأمم المتحدة في السويد.

## الثقافة

### المعالم السياحية الأخرى

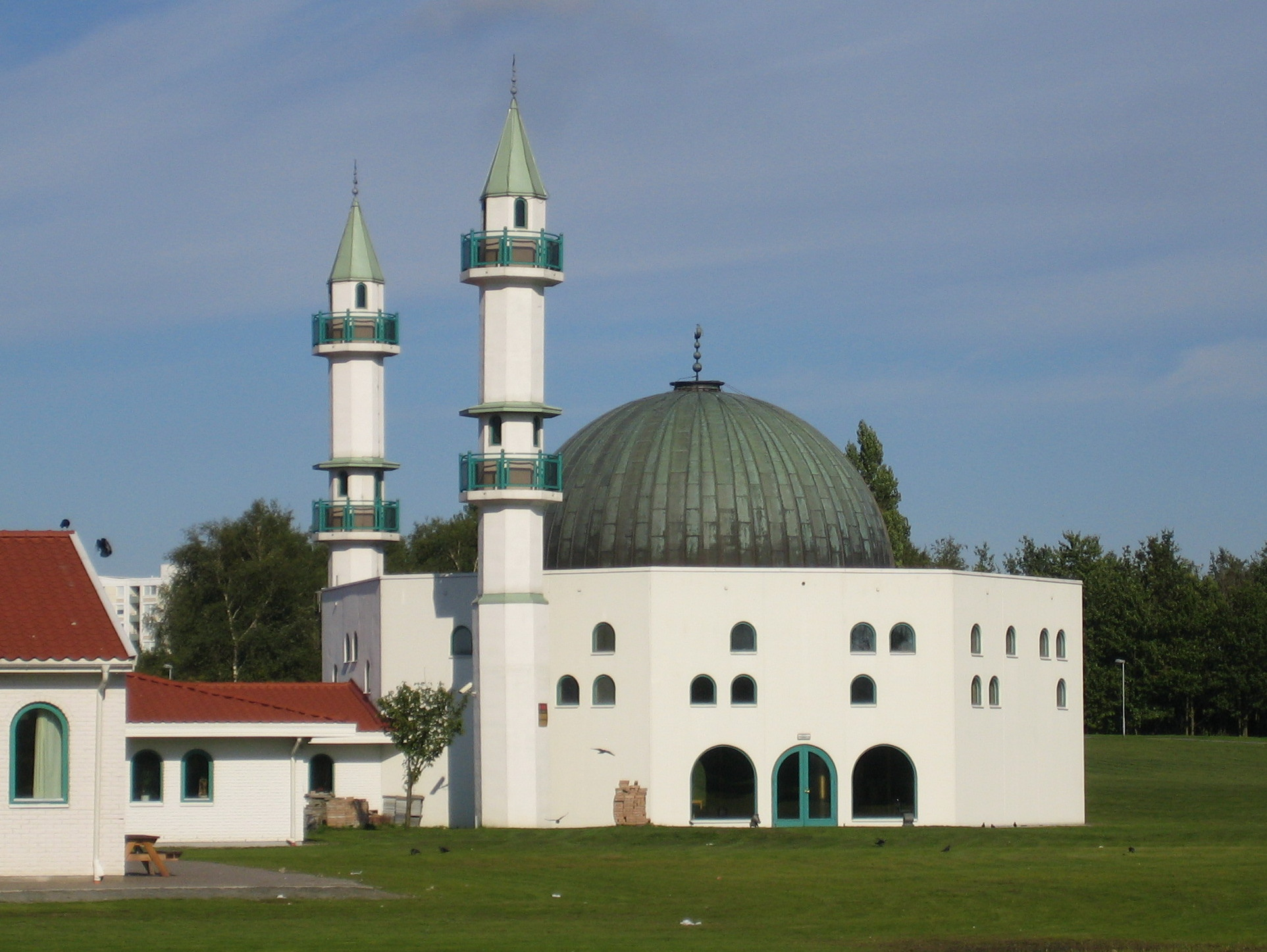
مسجد مالمو

شاطئ ريبرسبورغ Ribersborg في المرفأ الغربي، هو شاطئ ضحل من صنع الإنسان، الذي يمتد على طول الخط الساحلي لمالمو.
على الرغم من مناخ البارد مالمو، إلى انه يشار إليها أحيانا باسم«ريفييرا الشمال» أو«ريفييرا السويدية» وذلك بسبب مناخها الجيد مقارنة مع المناطق الواقعة على نفس خط العرض.
وتشتهر أيضا بحمام في الهواء الطلق (Ribersborgs Kallbadhus) افتتح في 1890، حيث يذهب الناس للسباحة على مدار السنة متحدين المياه الجليدية بعد ساونا ساخن في فصل الشتاء.
«الميناء الغربي» فيه الممر الخشبي الطويل الذي أصبح مكان مفضل للتنزه وقضاء الاوقات في الصيف لسكان مالمو وهو معروف أيضا كمكان للاستحمام.

### أحداث
في الأسبوع الثالث من آب / أغسطس من كل عام يملأ مهرجان (مالموفيستيفالن) Malmöfestivalen شوارع مالمو مع أنواع مختلفة من المأكولات والأحداث.
في كل عام من مارس آذار يحدث المهرجان الدولي السينمائي للأطفال والشباب في مالمو (بوف) BUFF
استضافت مالمو مسابقة الأغنية الأوروبية عام 1992، بعد أن فازت السويد فيها في العام الذي يسبقه.
مؤتمر ألعاب الشمال، أحد أهم الأحداث في مجال تنمية الألعاب، يحدث في مالمو كل ايار /مايو، يتكون الحدث من المؤتمر نفسه، ومعرض للتوظيف ومعرض للالعاب ويستقطب المئات من مطوري الألعاب المحترفين كل عام.

### وسائل الإعلام
صحيفة سيدسفنسكا تأسست عام 1870، ومنذ عام 2000 هي الوحيدة في مالمو كصحيفة يومية كاملة الحجم، وكذلك واحدة من أكبر موظِفي أعمال في مالمو مع متوسط تداول 130,000.
فضلا عن ذلك عدد قليل من شركات الإعلام في المدينة، مع وجود عدد من المنشورات المجانية، عموما التعامل مع الترفيه والموسيقى والأزياء لها نسخ خاصة، على سبيل المثال: city.se، Rodeo، Metro، Nöjesguiden).
يوجد في مقاطعة سكلنيا البث التلفزيوني الإقليمي والاذاعي ويخدم معظم سكانيا، وأيضا الجانب الآخر من مضيق أوريسند.

### الرياضة

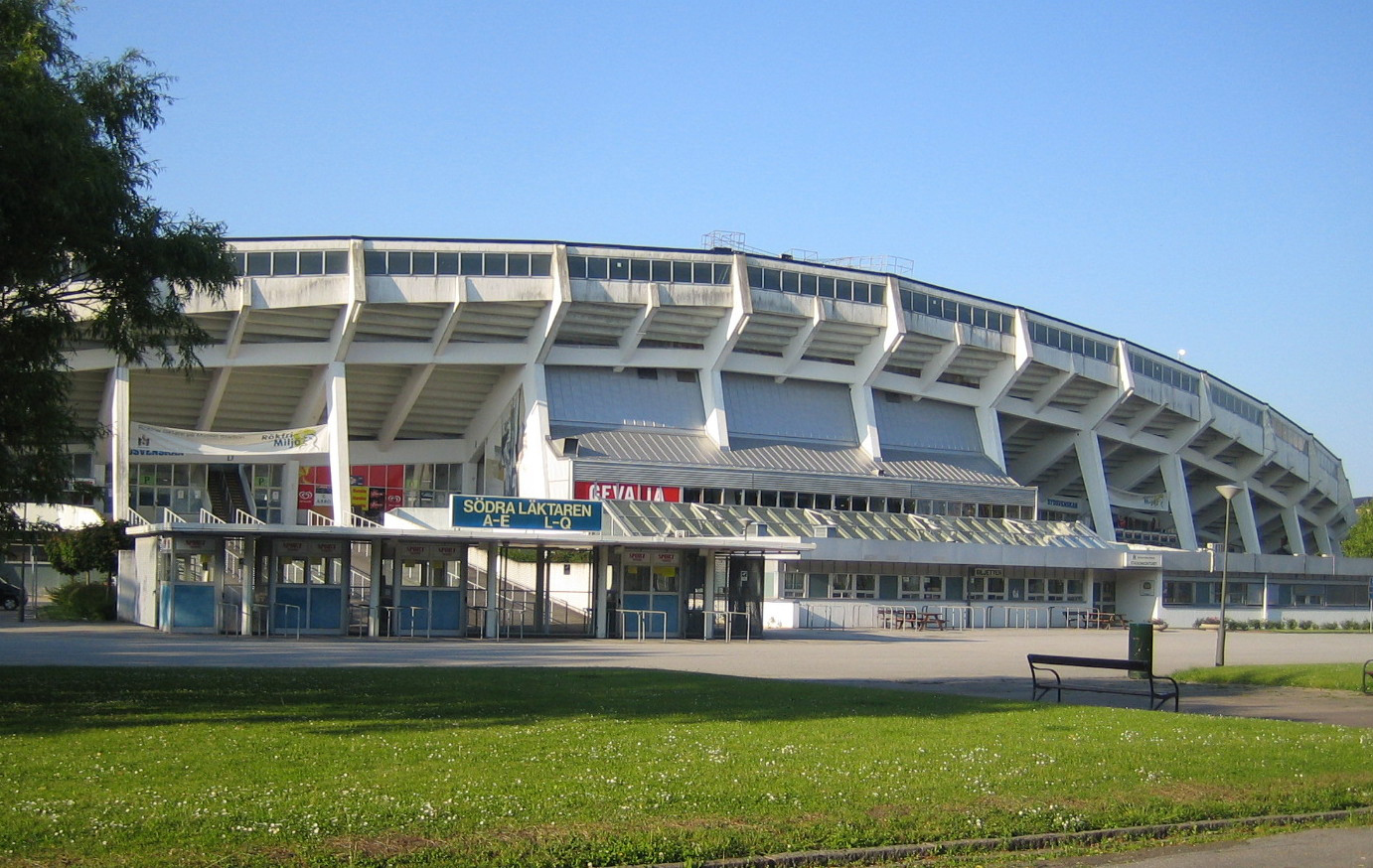
ملعب مالمو

أكثر فريق كرة قدم شعبية في مالمو هو مالمو إف إف، في المستوى الأعلى دوري آل سفنسكان (Allsvenskan)
وحظي الفريق بفترة من التألق في سبعينيات وثمانيات القرن الماضي، عندما فازوا في الدوري عدة مرات.
في عام 1979، تقدموا إلى المباراة النهائية لكأس أوروبا، ويسمى الآن دوري أبطال أوروبا.
وتلت ذلك بعض سنوات الضعيفة، حتى عام 2004 حيث فاز في دوري آلسفانسكان مرة أخرى.
وفي هذه الأثناء أيضا بدأ زلاتان إبراهيموفتش حياته المهنية والوظيفية كمحترف كرة القدم.
مالمو أيضا واحدة من أربع مدن لاستضافة بطولة دوري ابطال أوروبا التي تقام في السويد.
ثاني أبرز فريق مالمو في مالمو هو فريق ريدهوكس (Malmö Redhawks) في هوكي الجليد.
لدى مالمو أيضا فريق كرة القدم الأمريكية وهو غريفن ليمهامن (Limhamn Griffins) وقد فاز ببطولة السويد الوطنية لكرة القدم الأمريكية ثلاث مرات في 1993 و1994 و2007.

## توأمة المدن
اعتبارا من عام 2006، وقعت مالمو معاهدات توأمة المدن مع 11 مدينة.
القائمة الكاملة للمدن كما يلي:
- مقاطعة كييتي في إيطاليا، منذ عام 2001.
- فلورنسا، إيطاليا، منذ عام 1989.
- كالينينغراد، روسيا
- نيوكاسل أبون تاين، المملكة المتحدة، منذ عام 2003.
- ميناء أديليد، أستراليا، منذ عام 1988.
- سترالسوند، ألمانيا، منذ عام 1991.
- شتشيتسين، بولندا، منذ عام 1990.
- تالين، استونيا، منذ عام 1989.
- تانجشان، الصين، منذ عام 1987.
- فاسا، فنلندا منذ عام 1940.
- فارنا، بلغاريا، منذ عام 1987.